# اكرض (امزاورو)
اكرض هو دُوَّار يقع بجماعة بيزضاض، إقليم الصويرة، جهة مراكش آسفي في المملكة المغربية. ينتمي الدوّار لمشيخة امزاورو التي تضم 5 دواوير. يقدر عدد سكانه بـ 975 نسمة حسب الإحصاء الرسمي للسكان والسكنى لسنة 2004.

## روابط خارجية
- البوابة الوطنية للجماعات الترابية
- المندوبية السامية للتخطيط